# Petra Majdič
Petra Majdič (Ljubljana, 22 de Dezembro de 1979) é uma atleta de esqui cross country da Eslovênia.
Ela conquistou uma medalha de bronze nos Jogos Olímpicos de Inverno de Vancouver, em 2010, mesmo competindo com cinco costelas quebradas e um pneumotórax.